# 佩尔斯
佩尔斯（法語：Pers，法語發音：[pɛʁs]）是法国康塔尔省的一个旧市镇，位于该省西南部，属于欧里亚克区。2016年1月1日，佩尔斯和相邻的勒鲁热合并为新市镇勒鲁热-佩尔斯（Le Rouget-Pers）

## 地名
该地名“Pers”发音为[pɛʁs]，字母“s”发音，《世界地名翻译大辞典》与《世界地名译名词典》将其误译作“佩尔”。

## 地理
佩尔斯（44°53'15"N, 2°14'19"E）面积16.05 平方千米，位于法国奥弗涅-罗讷-阿尔卑斯大区康塔爾省，该省份为法国中南部省份，位于法國中央高原中心，北起科雷兹省、上盧瓦爾省和多姆山省，西接洛特省和科雷兹省，南至阿韦龙省和洛特省，东临上盧瓦爾省和洛泽尔省。
与佩尔斯接壤的市镇（或旧市镇、城区）包括：格莱纳、拉卡佩勒维耶斯康、翁普、鲁梅古、圣热龙、圣马梅-拉萨尔沃塔、拉塞加拉西耶尔、勒鲁热、勒鲁热-佩尔斯。
佩尔斯的时区为UTC+01:00、UTC+02:00（夏令时）。

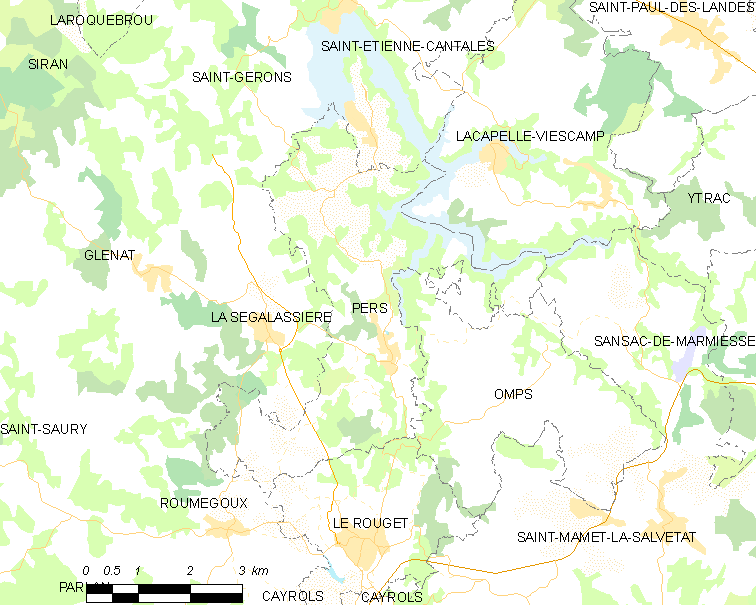
佩尔斯的OSM定位图

## 行政
佩尔斯的邮政编码为15290，INSEE市镇编码为15150。

## 政治
佩尔斯所属的省级选区为圣保罗德朗德县。

## 人口

1962-2008年间佩尔斯人口变化图示

佩尔斯于2018年1月1日时的人口数量为274人。